# Grodno
Grodno (en ruso: Гродно; en bielorruso: Гродна; en latín: Grodna, Grodnae; en lituano: Gardinas; en polaco: Grodno; en yidis: גראדנא‎) es una ciudad subprovincial de Bielorrusia, capital de la provincia homónima en el oeste del país. Dentro de la provincia, es sede administrativa del distrito homónimo sin formar parte del mismo. Está situada cerca del río Neman, cerca de las fronteras con Polonia y Lituania (a unos 15 km y 30 km, respectivamente). La población es de 327 540 habitantes (estimación de 2009).
Es la ciudad natal del mafioso Meyer Lansky y de la gimnasta Olga Kórbut.

## Historia
| Gran Ducado de Lituania 1391-1569 República de las Dos Naciones 1569-1795 Imperio ruso 1795-1917 República de Polonia 1919-1945 Unión Soviética 1945-1991 Bielorrusia 1991-presente |

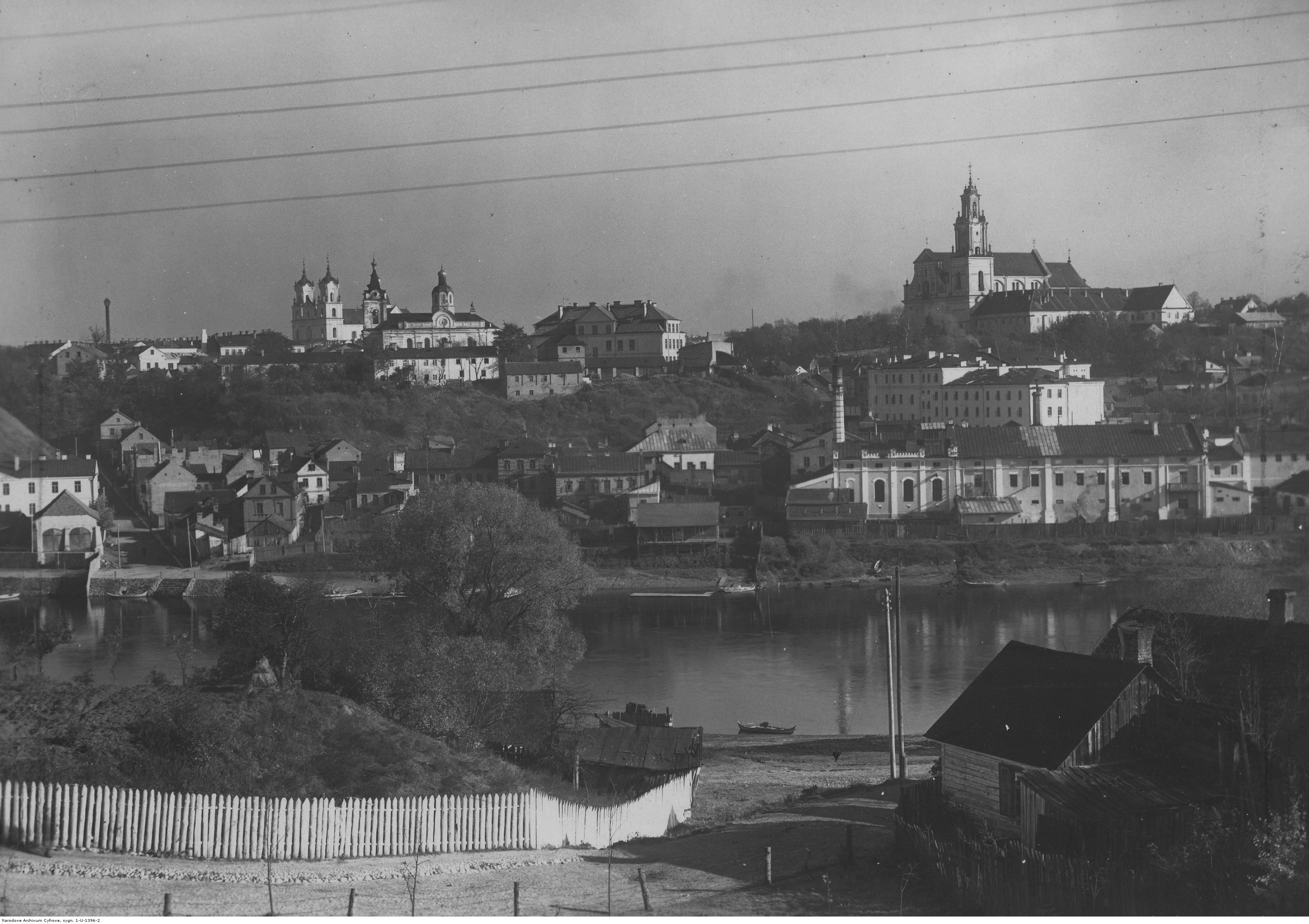
La ciudad polaca de Grodno sobre el río Niemen en 1931

La moderna ciudad de Grodno se originó como una pequeña fortaleza y un puesto comercial fortificado mantenido por los príncipes Rúrikovich en la frontera con las tierras de la unión tribal báltica de los yotvingios. Su nombre deriva del verbo gorodit en antiguo eslavo oriental, es decir, «encerrar», «cercar».
La primera referencia a Grodno data de 1005. Sin embargo, el año oficial de fundación es 1127. En este año Grodno fue mencionado en la Crónica de Néstor como Goroden' y situado en un cruce de numerosas rutas comerciales. Este asentamiento eslavo, posiblemente de origen a finales del siglo X, se convirtió en la capital de un principado mal atestiguado pero separado, regido por el nieto de Yaroslav I el Sabio y sus descendientes.
Junto con Navahrúdak, Grodno fue considerada como la principal ciudad en el extremo oeste de la llamada Rutenia negra, una región fronteriza con la Lituania original. Fue atacada con frecuencia por varios invasores, especialmente los Caballeros Teutónicos. En las décadas de 1240-1250 la zona de Grodno, así como la mayor parte de la Rutenia negra, fue controlada por príncipes de origen lituano (Mindaugas y otros) para formar el estado Báltico —el Gran Ducado de Lituania— en estos territorios. Después de los levantamientos de Prusia una gran población de viejos prusianos se trasladó a la región. El famoso lituano Gran Duque Vitautas fue príncipe de Grodno en 1376-1392, y se quedó allí durante sus preparativos para la batalla de Grunwald (1410). Desde 1413, Grodno había sido el centro administrativo de un powiat en el Voivodato de Trakai.

## Galería

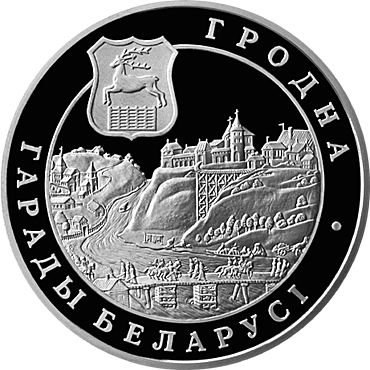
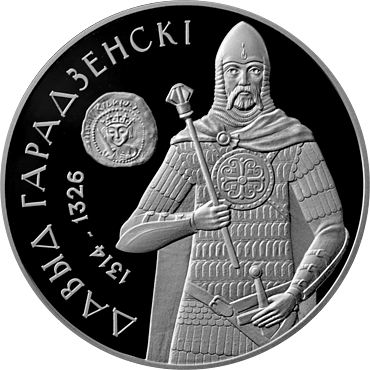
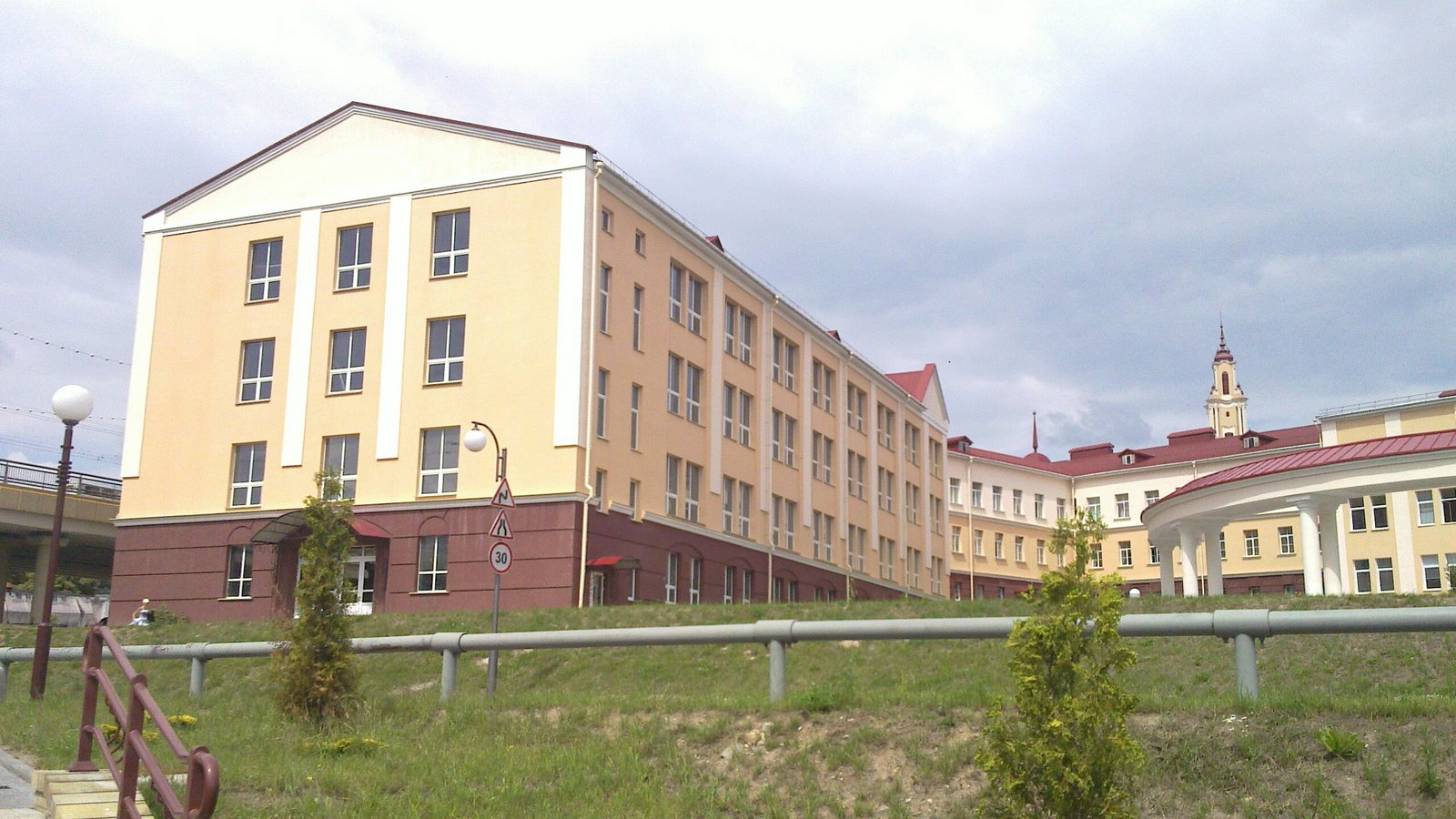
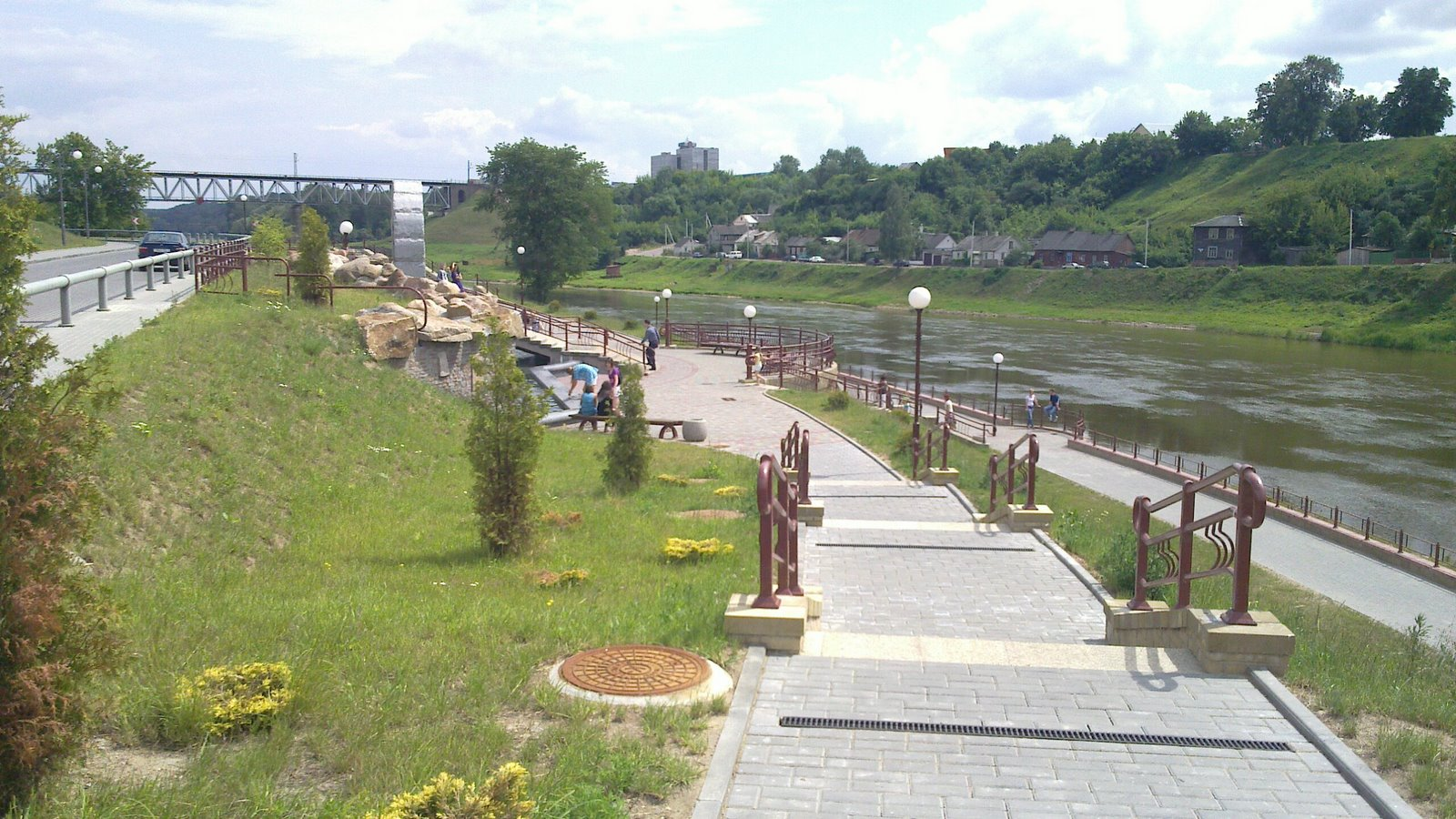
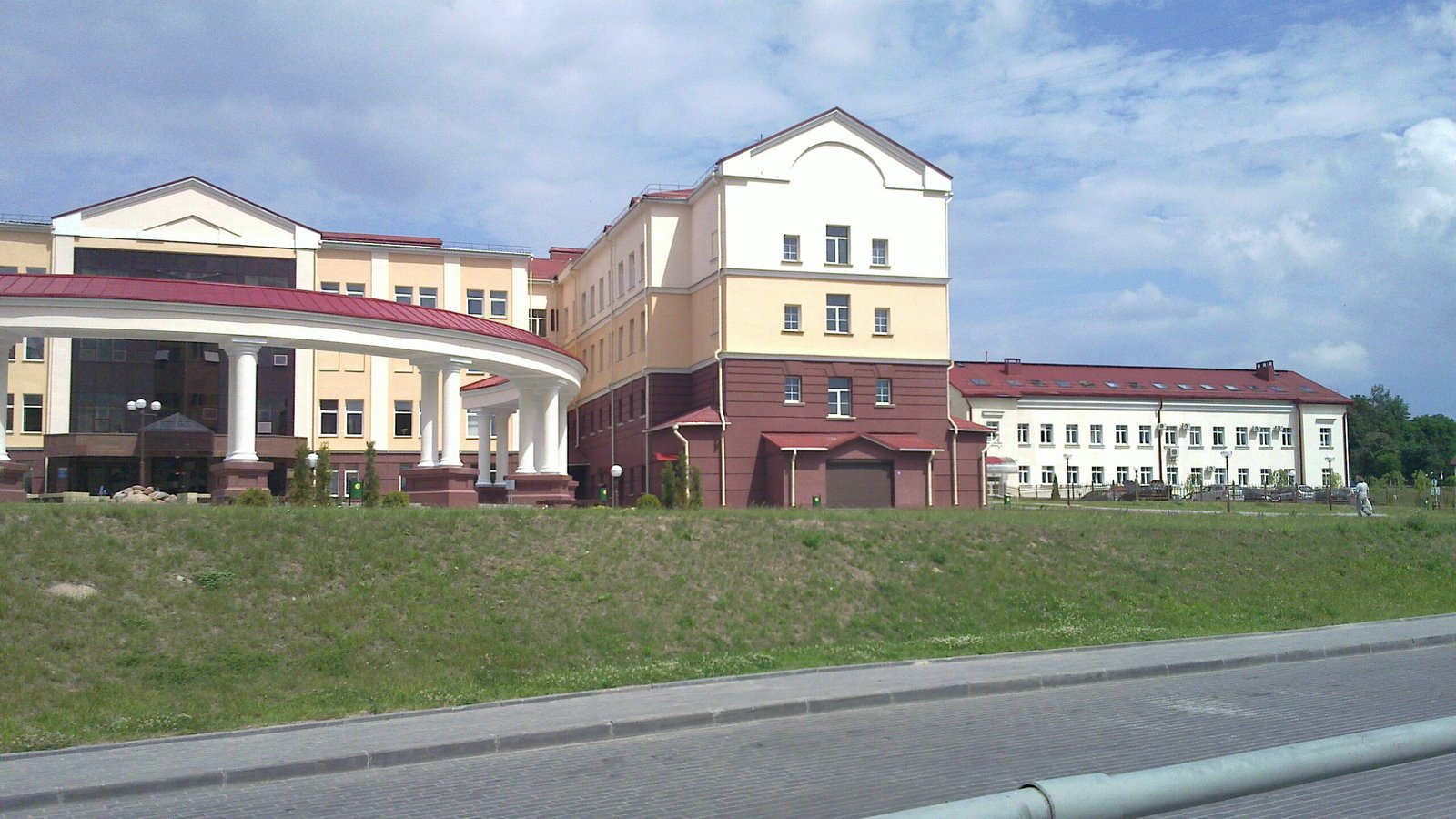
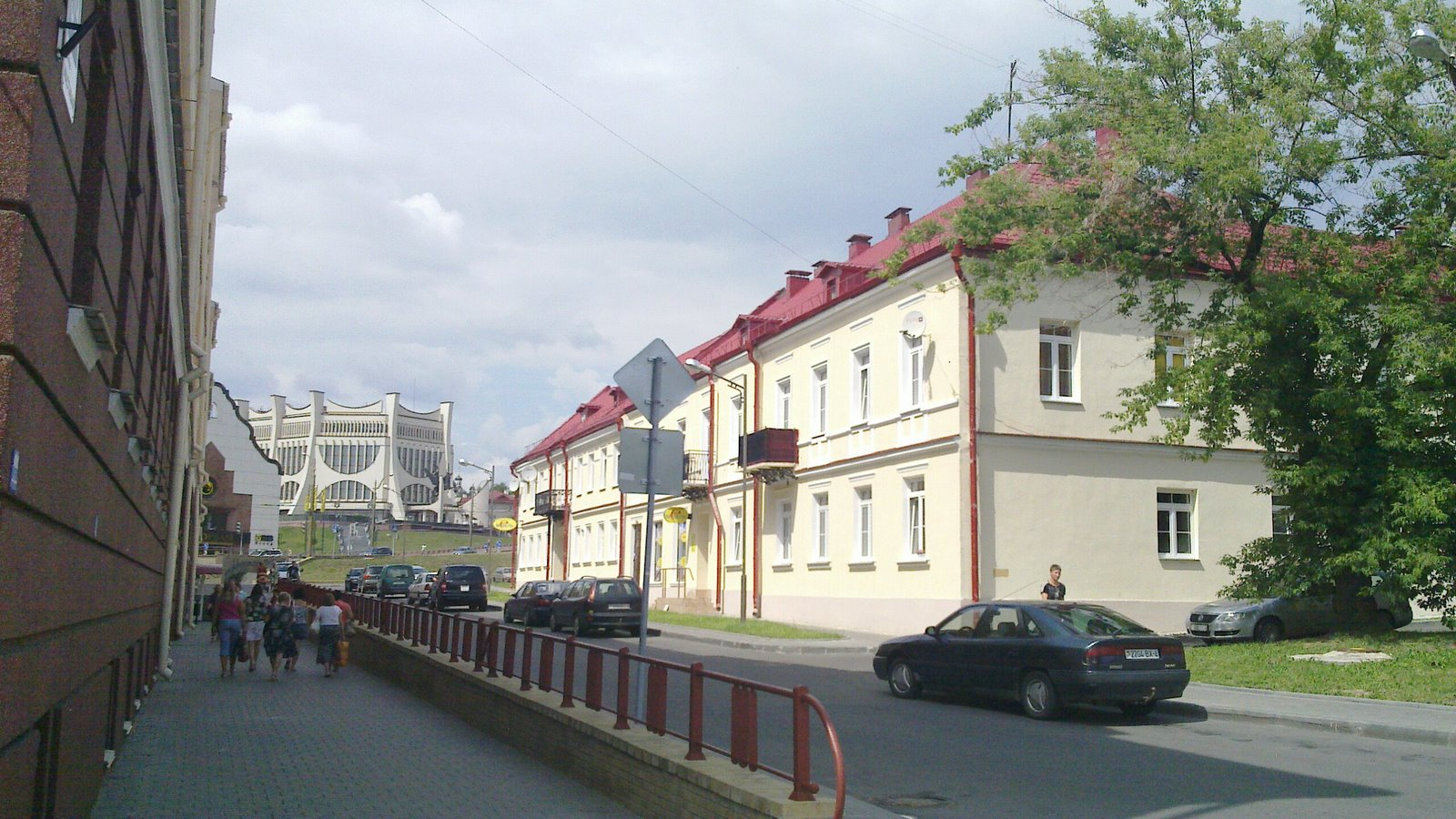

## Geografía y clima
La clasificación climática de Köppen incluye a Grodno en la categoría de clima continental suave (Dfb), con inviernos fríos y veranos suaves, no tan extremos como en la parte oriental del país.
| Parámetros climáticos promedio de Grodno | Parámetros climáticos promedio de Grodno | Parámetros climáticos promedio de Grodno | Parámetros climáticos promedio de Grodno | Parámetros climáticos promedio de Grodno | Parámetros climáticos promedio de Grodno | Parámetros climáticos promedio de Grodno | Parámetros climáticos promedio de Grodno | Parámetros climáticos promedio de Grodno | Parámetros climáticos promedio de Grodno | Parámetros climáticos promedio de Grodno | Parámetros climáticos promedio de Grodno | Parámetros climáticos promedio de Grodno | Parámetros climáticos promedio de Grodno |
| Mes                                      | Ene.                                     | Feb.                                     | Mar.                                     | Abr.                                     | May.                                     | Jun.                                     | Jul.                                     | Ago.                                     | Sep.                                     | Oct.                                     | Nov.                                     | Dic.                                     | Anual                                    |
| ---------------------------------------- | ---------------------------------------- | ---------------------------------------- | ---------------------------------------- | ---------------------------------------- | ---------------------------------------- | ---------------------------------------- | ---------------------------------------- | ---------------------------------------- | ---------------------------------------- | ---------------------------------------- | ---------------------------------------- | ---------------------------------------- | ---------------------------------------- |
| Temp. máx. abs. (°C)                     | 11.8                                     | 15.0                                     | 22.2                                     | 29.2                                     | 32.0                                     | 32.2                                     | 35.3                                     | 35.4                                     | 32.0                                     | 25.0                                     | 17.2                                     | 12.8                                     | 35.4                                     |
| Temp. máx. media (°C)                    | -1.1                                     | -0.1                                     | 4.9                                      | 12.9                                     | 19.0                                     | 21.5                                     | 23.9                                     | 23.4                                     | 17.5                                     | 11.3                                     | 4.4                                      | -0.1                                     | 11.5                                     |
| Temp. media (°C)                         | -3.5                                     | -3.1                                     | 0.8                                      | 7.3                                      | 13.1                                     | 15.9                                     | 18.1                                     | 17.4                                     | 12.3                                     | 7.2                                      | 1.8                                      | -2.2                                     | 7.1                                      |
| Temp. mín. media (°C)                    | -5.8                                     | -5.7                                     | -2.5                                     | 2.5                                      | 7.5                                      | 10.6                                     | 12.7                                     | 12.0                                     | 8.1                                      | 3.8                                      | -0.2                                     | -4.4                                     | 3.2                                      |
| Temp. mín. abs. (°C)                     | -33.9                                    | -36.1                                    | -27.2                                    | -9.0                                     | -6.1                                     | -1.0                                     | 2.8                                      | -2.2                                     | -4.0                                     | -12.8                                    | -20.0                                    | -32.2                                    | -36.1                                    |
| Precipitación total (mm)                 | 34                                       | 29                                       | 32                                       | 33                                       | 55                                       | 66                                       | 75                                       | 57                                       | 52                                       | 36                                       | 42                                       | 41                                       | 552                                      |
| Días de lluvias (≥ 1 mm)                 | 10                                       | 7                                        | 10                                       | 12                                       | 14                                       | 15                                       | 15                                       | 13                                       | 14                                       | 14                                       | 13                                       | 11                                       | 148                                      |
| Horas de sol                             | 43.4                                     | 59.3                                     | 136.4                                    | 177.0                                    | 232.5                                    | 261.0                                    | 263.5                                    | 248.0                                    | 177.0                                    | 99.2                                     | 39.0                                     | 27.9                                     | 1764.2                                   |
| Fuente n.º 1: Pogoda.ru.net              |                                          |                                          |                                          |                                          |                                          |                                          |                                          |                                          |                                          |                                          |                                          |                                          |                                          |
| Fuente n.º 2: HKO (sun only 1961–1984).  |                                          |                                          |                                          |                                          |                                          |                                          |                                          |                                          |                                          |                                          |                                          |                                          |                                          |

## Patrimonio
- Catedral de San Francisco Javier (Grodno)
- Gran Sinagoga de Grodno
- Torre de televisión de Grodno

## Deportes
- FC Neman Grodno
- Estadio Neman